# Gouvernement Konstantínos Karamanlís VI
Pour les articles homonymes, voir gouvernement Karamanlís.
IIIe République hellénique
K. Karamanlís V K. Karamanlís VII
Le gouvernement Konstantínos Karamanlís VI (en grec moderne : Κυβέρνηση Κωνσταντίνου Γ. Καραμανλή 1974) est le gouvernement de la République hellénique entre le 21 novembre 1974 et le 28 novembre 1977, durant la Ire législature du Parlement.
Il est dirigé par le conservateur sortant Konstantínos Karamanlís, ancien Premier ministre du royaume de Grèce. Il succède au gouvernement d'union nationale, mis en place après la chute de la dictature des colonels, et cède le pouvoir au gouvernement Karamanlís VII après que la ND a conservé sa majorité aux élections de 1977.

## Historique
Dirigé par le Premier ministre conservateur sortant Konstantínos Karamanlís, ce gouvernement est constitué et soutenu par la Nouvelle Démocratie (ND). Seule, elle dispose de 220 députés sur 300, soit 73,3 % des sièges du Parlement.
Il est formé à la suite des élections législatives du 17 novembre 1974, premier scrutin libre organisé depuis dix ans dans le pays.
Il succède donc au gouvernement d'union nationale, constitué et soutenu par l'Union nationale radicale (ERE), remplacée par la ND, et l'Union du centre (EK).

### Formation
Au cours du scrutin législatif, la ND remporte 54,4 % des voix, ce qui lui assure le contrôle de près des trois quarts des sièges du nouveau Parlement. L'opposition est représentée par l'EK, parti libéral et vénizéliste, ainsi que deux partis clairement orientés à gauche, le Mouvement socialiste panhellénique (PASOK) d'Andréas Papandréou, ancien de l'EK et fils de feu l'ex-chef de l'exécutif Geórgios Papandréou, et le Parti communiste de Grèce (KKE).
Karamanlís et son équipe de 19 ministres sont assermentés au palais présidentiel d'Athènes par le chef de l'État Phaídon Gizíkis le 21 novembre, quatre jours après les élections.
Le 8 décembre 1974, un référendum confirme le renoncement de la population à la monarchie au profit du régime républicain, décidé lors d'une consultation organisée 18 mois plus tôt par la junte militaire. Dix jours plus tard, le député Mikhaíl Stasinópoulos est élu à titre provisoire président de la République par le Parlement.
La nouvelle Constitution démocratique est adoptée le 7 juin 1975 par 214 voix favorables, l'ensemble de l'opposition faisant le choix de l'abstention en raison de ses désaccords avec la Nouvelle Démocratie sur les fonctions et l'élection du président de la République et l'éventuel rôle futur de l'ancien roi des Hellènes Constantin II.
Moins de deux semaines plus tard, le député Konstantínos Tsátsos, ancien ministre de la Culture et très proche de Karamanlís, est élu dès le premier tour président de la République pour un mandat de cinq ans par 210 voix favorables, soit dix de plus que la majorité requise des deux tiers. Le PASOK et le KKE font le choix de voter blanc, alors que l'EK propose l'ancien Premier ministre conservateur Panagiótis Kanellópoulos, qui recueille 65 suffrages sur son nom.

### Succession
Le 19 septembre 1977, à un an du terme de la législature, le chef de l'exécutif annonce aux dirigeants des partis d'opposition son intention de convoquer des élections législatives anticipées d'ici la fin de l'année afin de donner au gouvernement un mandat clair face à des « problèmes nationaux vitaux qui entreront dans une phase décisive l'année prochaine, telles l'adhésion de la Grèce à la Communauté économique européenne, la partition de Chypre et les relations avec la Turquie ».
Lors du scrutin, la ND perd plus de 12 points et une quarantaine de sièges, mais conserve une solide majorité absolue, tandis que le PASOK remporte un quart des suffrages et remplace le libéralisme vénizéliste comme première force d'opposition. Karamanlís peut ainsi mettre sur pied son septième et dernier gouvernement.

## Composition

### Initiale (21 novembre 1974)
| Portefeuille                                       | Titulaire | Titulaire | Parti |
| -------------------------------------------------- | --------- | --- | ----- |
| Premier ministre                                   |           | Konstantínos Karamanlís | ND    |
| Ministre de la Coordination et de la Planification |           | Panagís Papalygoúras | ND    |
| Ministre de la Présidence du gouvernement          |           | Geórgios Rállis | ND    |
| Ministre des Affaires étrangères                   |           | Dimítrios Bítsios | ND    |
| Ministre de la Défense nationale                   |           | Evángelos Avéroff | ND    |
| Ministre de l'Intérieur                            |           | Konstantínos Stephanópoulos (jusqu'au 10/09/1976) Ippokrátis Iordánoglou                                                    | ND    |
| Ministre de la Justice                             |           | Konstantínos Stephanákis | ND    |
| Ministre de l'Ordre public                         |           | Sólon Gíkas (jusqu'au 05/01/1976) Geórgios Stamátis                                                                         | ND    |
| Ministre de la Culture et de la Science            |           | Konstantínos Trypánis | ND    |
| Ministre de l'Éducation nationale et des Religions |           | Panagiótis Zépos (jusqu'au 05/01/1976) Geórgios Rállis                                                                      | ND    |
| Ministre des Finances                              |           | Evángelos Devlétoglou | ND    |
| Ministre de l'Agriculture                          |           | Ippokrátis Iordánoglou (jusqu'au 10/09/1976) Ioánnis Boútos                                                                 | ND    |
| Ministre de l'Industrie                            |           | Konstantínos Konophágos | ND    |
| Ministre du Commerce                               |           | Ioánnis Boútos (jusqu'au 22/02/1975) Ioánnis Varvitsiótis                                                                   | ND    |
| Ministre de l'Emploi                               |           | Konstantínos Láskaris | ND    |
| Ministre des Services sociaux                      |           | Vassíleios Derdemézis (jusqu'au 22/02/1975) Konstantínos Chrysanthópoulos (jusqu'au 10/09/1976) Konstantínos Stephanópoulos | ND    |
| Ministre des Travaux publics                       |           | Christóphoros Strátos | ND    |
| Ministre des Transports et du Logement             |           | Geórgios Bogiatzís | ND    |
| Ministre de la Marine marchande                    |           | Alexéandros Papadóngonas | ND    |
| Ministre de la Grèce du Nord                       |           | Nikólaos Mártis | ND    |

### Remaniement du 21 octobre 1977
| Portefeuille                                                                                 | Titulaire | Titulaire                   | Parti |
| -------------------------------------------------------------------------------------------- | --------- | --------------------------- | ----- |
| Premier ministre                                                                             |           | Konstantínos Karamanlís     | ND    |
| Ministre de la Coordination et de la Planification                                           |           | Panagís Papalygoúras        | ND    |
| Ministre de la Présidence du gouvernement Ministre de l'Éducation nationale et des Religions |           | Geórgios Rállis             | ND    |
| Ministre des Affaires étrangères                                                             |           | Dimítrios Bítsios           | ND    |
| Ministre de la Défense nationale                                                             |           | Evángelos Avéroff           | ND    |
| Ministre de l'Intérieur                                                                      |           | Geórgios Mitsópoulos        | Sans  |
| Ministre de la Justice                                                                       |           | Spyrídon Gángas             | Sans  |
| Ministre de l'Ordre public                                                                   |           | Geórgios Stamátis           | ND    |
| Ministre de la Culture et de la Science                                                      |           | Konstantínos Trypánis       | ND    |
| Ministre des Finances                                                                        |           | Evángelos Devlétoglou       | ND    |
| Ministre de l'Agriculture                                                                    |           | Ioánnis Boútos              | ND    |
| Ministre de l'Industrie                                                                      |           | Konstantínos Konophágos     | ND    |
| Ministre du Commerce                                                                         |           | Ioánnis Varvitsiótis        | ND    |
| Ministre de l'Emploi                                                                         |           | Konstantínos Láskaris       | ND    |
| Ministre des Services sociaux                                                                |           | Konstantínos Stephanópoulos | ND    |
| Ministre des Travaux publics                                                                 |           | Christóphoros Strátos       | ND    |
| Ministre des Transports et du Logement                                                       |           | Geórgios Bogiatzís          | ND    |
| Ministre de la Marine marchande                                                              |           | Alexéandros Papadóngonas    | ND    |
| Ministre de la Grèce du Nord                                                                 |           | Dionysos Arboúzis           | ND    |